# 靈北製藥
靈北製藥（丹麥語：H. Lundbeck A/S）是丹麦一家国际制药公司，在全球進行藥物研發、製造、行銷。產品主要針對腦部疾病，包括憂鬱症、精神分裂症、阿茲海默症、帕金森病和偏頭痛。 
公司總部位於丹麥哥本哈根，在 50 多個國家擁有 5600 名員工，其產品在 100 多個國家註冊，並在丹麥、法國和意大利設有生產設施，在丹麥和美國有研發中心。靈北在 2020 年創造了 177 億丹麥克朗的收入。 
灵北在哥本哈根证券交易所(CSE) 上市，也是歐洲製藥工業和協會聯合會（European Federation of Pharmaceutical Industries and Associations，EFPIA）和國際藥品製造商和協會聯合會（International Federation of Pharmaceutical Manufacturers & Associations，IFPMA）的成员。

## 歷史
该公司由漢斯·朗北（Hans Lundbeck）于1915年成立，最初是贸易公司，進口包括工業用机械、铝箔、人工甜味剂、摄影器材等商品至丹麥。
靈北於 1924 年進入醫藥市場，從其他歐美國家進口藥品和化妝品。到 1930 年代後期，靈北開始生產自己的醫藥產品，並建立了自己的研究部門。第二次世界大战期间其生产仍持續，但規模受限於原料缺乏。
戰後，靈北繼續發展，於 1957 年推出用於治療精神分裂症的 Truxal（chlorprothixene，氯丙噻嗪），進入腦部用藥市場。 1954 年，靈北基金會成立，以維持和擴大靈北集團的活動，並為科學研究提供資金。從 1970 年代晚期到 1980 年代，靈北轉移了舊有的代理業務，成為一家專注於生產治療中枢神经系统用藥的专业制药公司。 1989 年，灵北推出抗憂鬱用藥 Celexa（西酞普兰），此藥成为該公司国际扩张的基石，並於2009 年收购 Ovation ，在美国建立了商业平台。 
2012 年，公司的策略轉為專注於新型的中樞神經用藥，靈北將非核心產品出售給Recordati Sp A.。 
2014 年，靈北以6.58 億美元的價格收購了 Chelsea Therapeutics。 
2018 年 3 月，該公司以 9.05 億歐元（11 億美元）的價格收購了 Prexton Therapeutics 
2019 年 9 月，靈北宣布將以每股 18 美元的價格收購 Alder BioPharmaceuticals ，對 Alder 的估值接近 20 億美元。 

## 重点产品
靈北擁有多種藥物，用於治療精神疾患和神經系統疾病。最近推出的藥物包括：Rexulti（憂鬱症和精神分裂症）、Brintellix（憂鬱症）和 Abilify Maintena（精神分裂症和雙相情感障礙）。

## 争议
先前靈北持有在美国生产戊巴比妥（Nembutal）的唯一许可证。 该药物在美国通常用于注射死刑（单独使用或是作为三种药物混合物的一部分）。因為未添加“最终用户”协议，以免下游商將 Nembutal 出售給美國監獄用於執行死刑，靈北製藥受到批評，之後宣布不會將 Nembutal 出售給美國各州執行死刑的監獄。通過引入新的銷售系統，Nembutal 將完全通過專門藥物銷售管道供應，該管道將拒絕將該藥物供應給進行注射死刑的美國各州監獄。  2011 年 12 月，靈北將包括 Nembutal 在內的一系列產品出售給美國製藥公司 Akorn Inc.。作為協議的一部分，Akorn 承諾繼續靈北製藥對 Nembutal 的限制分銷計劃，以限制該產品在美國的使用。